# Ben Wright (Schauspieler)
Benjamin Huntington „Ben“ Wright (* 15. Mai 1915 in London, England; † 2. Juli 1989 in Burbank, Kalifornien) war ein britischer Schauspieler.

## Leben und Karriere
Nach seinem Schauspielstudium an der Royal Academy of Dramatic Art, wo unter anderem Ida Lupino zu seinen Mitstudentinnen zählte, war Ben Wright in den 1930er Jahren auf Londoner Bühnen tätig. Ab 1936 übernahm er auch sporadisch Filmauftritte. Er leistete seinen Dienst im Zweiten Weltkrieg beim King's Royal Rifle Corps ab und siedelte im Anschluss 1946 in die Vereinigten Staaten nach Hollywood über. Dort machte er sich zunächst durch Rollen in Radioserien wie Have Gun, Will Travel und Sherlock Holmes einen Namen. In diesen konnte er sein stimmliches Talent – darunter die Imitation von unterschiedlichen Dialekten – unter Beweis stellen konnte.
Ab den 1950er Jahren übernahm Wright deutlich regelmäßig Rollen in Hollywood-Filmen, wobei es aber bei Nebenrollen blieb. Er spielte beispielsweise den deutschen Hausangestellten von Spencer Tracys Hauptfigur im Filmdrama Urteil von Nürnberg (1961) und war als österreichischer Nationalsozialist Herr Zeller der Gegenspieler von Julie Andrews und Christopher Plummer im Filmmusical Meine Lieder – meine Träume (1965). Weiterhin übernahm Wright im US-Fernsehen ab den 1950er Jahren Gastrollen in Serien wie Bonanza, Twilight Zone, Rauchende Colts, Ein Käfig voller Helden, Ihr Auftritt, Al Mundy und Detektiv Rockford – Anruf genügt. 
Mit seiner langjährigen Erfahrung als Radiosprecher übernahm er immer wieder Engagements, bei denen es auf die Stimme ankam. So fungierte er etwa als Erzähler in der Originalfassung des Monumentalfilms Cleopatra von 1963. Wright ist auch als Sprecher in drei berühmten Disney-Zeichentrickfilmen zu hören: In 101 Dalmatiner (1961) lieh er dem Songschreiber Roger Radcliffe seine Stimme, in Das Dschungelbuch (1967) sprach er den Wolf Rama und in Arielle, die Meerjungfrau (1989) war er der Diener Grimsby. Letztere war zugleich seine letzte Rolle, noch vor der Premiere des Films ist Wright gestorben.
Insgesamt absolvierte er zwischen 1936 und 1989 über 200 Film- und Fernsehauftritte. Ben Wright starb mit 74 Jahren nach Komplikationen während einer Herzoperation. Er hinterließ seine Ehefrau Muriel und zwei Kinder.

## Filmografie (Auswahl)

### Kino
- 1936: The Avenging Hand
- 1936: Well Done, Henry
- 1947: Der Verbannte (The Exile)
- 1948: Bis zur letzten Stunde (Kiss the Blood Off My Hands)
- 1949: Auf Leben und Tod (The Fighting O'Flynn)
- 1949: Schwert in der Wüste (Sword in the Desert)
- 1952: Das Schiff der Verurteilten (Botany Bay)
- 1953: Die Wüstenratten (The Desert Rats)
- 1953: Der unheimliche Untermieter (Man in the Attic)
- 1954: Inferno (Hell and High Water)
- 1954: Prinz Eisenherz (Prince Valiant)
- 1955: König der Schauspieler (Prince of Players)
- 1955: Der Favorit (The Racers)
- 1955: Ein Mann namens Peter (A Man Called Peter)
- 1955: Die Hölle von Dien Bien Phu (Jump into Hell)
- 1955: Das Schloß im Schatten (Moonfleet)
- 1955: Abrechnung in Fort Valeau (Desert Sands)
- 1955: Testpiloten (On the Threshold of Space)
- 1956: 23 Schritte zum Abgrund (23 Paces to Baker Street)
- 1956: Zwischen Himmel und Hölle (D-Day the Sixth of June)
- 1956: Die Macht und ihr Preis (The Power and the Prize)
- 1957: Land ohne Männer (Until They Sail)
- 1957: Kiss Them for Me
- 1957: Zeugin der Anklage (Witness for the Prosecution)
- 1958: König der Banditen (Villa!!)
- 1959: Tausend Berge (These Thousand Hills)
- 1959: Mit Blut geschrieben (Pork Chop Hill)
- 1959: Die den Tod nicht fürchten (The Wreck of the Mary Deare)
- 1959: Die Reise zum Mittelpunkt der Erde (Journey to the Center of the Earth)
- 1960: Versunkene Welt (The Lost World)
- 1961: 101 Dalmatiner (One Hundred and One Dalmatians, Sprechrolle)
- 1961: Brennpunkt Burma (Operation Bottleneck)
- 1961: Urteil von Nürnberg (Judgment at Nuremberg)
- 1962: Meuterei auf der Bounty (Mutiny on the Bounty)
- 1963: Cleopatra (Sprechrolle)
- 1963: Der Kommodore (A Gathering of Eagles)
- 1963: Der Preis (The Prize)
- 1964: My Fair Lady
- 1965: Meine Lieder – meine Träume (The Sound of Music)
- 1966: Gespensterparty (Munster, Go Home!)
- 1966: Der Glückspilz (The Fortune Cookie)
- 1966: Kanonenboot am Yangtse-Kiang (The Sand Pebbles)
- 1967: Das Dschungelbuch (The Jungle Book, Sprechrolle)
- 1969: Topas (Topaz)
- 1971: Im Morgengrauen brach die Hölle los (Raid on Rommel)
- 1972: Chandar, der schwarze Leopard (Chandar, the Black Leopard of Ceylon)
- 1973: Der Bucklige vom Horror-Kabinett (Terror in the Wax Museum)
- 1989: Arielle, die Meerjungfrau (The Little Mermaid, Sprechrolle)

### Fernsehen
- 1956–1959: Die seltsamen Abenteuer des Hiram Holliday (The Adventures of Hiram Holliday, 3 Folgen)
- 1958–1961: Have Gun – Will Travel (6 Folgen)
- 1958–1961: Perry Mason (3 Folgen)
- 1958–1966: Rauchende Colts (Gunsmoke, 11 Folgen)
- 1959: Peter Gunn (Folge 2x03)
- 1959–1960: Black Saddle (3 Folgen)
- 1959–1962: Twilight Zone (3 Folgen)
- 1959–1962: Kein Fall für FBI (The Detectives, 3 Folgen)
- 1961: Die Unbestechlichen (The Untouchables, 3 Folgen)
- 1962–1965: Dr. Kildare (3 Folgen)
- 1963–1964: 77 Sunset Strip (3 Folgen)
- 1963–1964: The Outer Limits (4 Folgen)
- 1963–1971: Die Leute von der Shiloh Ranch (The Virginian, 4 Folgen)
- 1964–1965: Solo für O.N.C.E.L. (The Man from U.N.C.L.E., 2 Folgen)
- 1965: Gauner gegen Gauner (The Rogues, Folge 1x16)
- 1965: Die Seaview (Voyage to the Bottom of the Sea, Folge 1x17)
- 1965: Mini-Max (Get Smart, Folge 1x03)
- 1965: Mein Onkel vom Mars (My Favorite Martian, Folge 3x16)
- 1965, 1973: FBI (The F.B.I., 2 Folgen)
- 1966: Bonanza (Folge 7x18)
- 1966: Meine drei Söhne (My Three Sons, Folge 6x32)
- 1966: Auf der Flucht (The Fugitive, Folge 4x10)
- 1967: Invasion von der Wega (The Invaders, Folge 2x09)
- 1967–1968: Tarzan (4 Folgen)
- 1967, 1969: Kobra, übernehmen Sie (Mission: Impossible, 2 Folgen)
- 1967–1970: Ein Käfig voller Helden (Hogan’s Heroes, 5 Folgen)
- 1967–1974: Der Chef (Ironside, 3 Folgen)
- 1968: Ihr Auftritt, Al Mundy (It Takes a Thief, Folge 1x07)
- 1971: Owen Marshall – Strafverteidiger (Owen Marshall: Counselor at Law, Folge 1x14)
- 1972–1973: Cannon (3 Folgen)
- 1973, 1975: Barnaby Jones (2 Folgen)
- 1974–1975: Der Sechs-Millionen-Dollar-Mann (The Six Million Dollar Man, 2 Folgen)
- 1977: Die Sieben-Millionen-Dollar-Frau (The Bionic Woman, Folge 2x19 Der Fälscher)
- 1977: Notruf California (Emergency!, Folge 6x24)
- 1977: Die Zwei mit dem Dreh (Switch, 2 Folgen)
- 1977: 79 Park Avenue (Miniserie, 3 Folgen)
- 1978: Detektiv Rockford – Anruf genügt (The Rockford Files, Folge 4x21)
- 1982: Quincy (Folge 7x11)
- 1983: Die Himmelhunde von Boragora (Tales of the Gold Monkey, Folge 1x18)